# Vendœuvres
Ne doit pas être confondu avec Vandœuvre.
Vendœuvres est une commune française située dans le département de l'Indre, en région Centre-Val de Loire.

## Géographie

### Localisation
La commune est située dans le centre du département, dans la région naturelle de la Brenne, au sein du parc naturel régional de la Brenne.
Les communes limitrophes sont : Sainte-Gemme (6 km), Méobecq (8 km), La Chapelle-Orthemale (9 km), Neuillay-les-Bois (10 km), Migné (10 km), Mézières-en-Brenne (11 km) et Buzançais (11 km).
Les communes chefs-lieux et préfectorales sont : Saint-Gaultier (19 km), Châteauroux (26 km), Le Blanc (29 km), Issoudun (51 km) et La Châtre (54 km).

### Hameaux et lieux-dits
Les hameaux et lieux-dits de la commune sont : Malakoff, Freteau, la Caillaudière et la Tinetière. Des anciens hameaux de Bauché (ou Beauché) au Nord, et Lancosme à l'Est, ne subsistent plus guère que les châteaux et chapelles.

### Géologie et hydrographie
La commune est classée en zone de sismicité 2, correspondant à une sismicité faible.
Le territoire communal est arrosé par la rivière Claise et Yoson.

### Climat
Pour des articles plus généraux, voir Climat du Centre-Val de Loire et Climat de l'Indre.
En 2010, le climat de la commune est de type climat océanique dégradé des plaines du Centre et du Nord, selon une étude du CNRS s'appuyant sur une série de données couvrant la période 1971-2000. En 2020, Météo-France publie une typologie des climats de la France métropolitaine dans laquelle la commune est exposée à un climat océanique altéré et est dans la région climatique  Centre et contreforts nord du Massif Central, caractérisée par un air sec en été et un bon ensoleillement. 
Pour la période 1971-2000, la température annuelle moyenne est de 11,5 °C, avec une amplitude thermique annuelle de 15,1 °C. Le cumul annuel moyen de précipitations est de 753 mm, avec 11,5 jours de précipitations en janvier et 6,9 jours en juillet. Pour la période 1991-2020, la température moyenne annuelle observée sur la station météorologique de Météo-France la plus proche, sur la commune de Rosnay à 16 km à vol d'oiseau, est de 12,5 °C et le cumul annuel moyen de précipitations est de 720,9 mm,. Pour l'avenir, les paramètres climatiques de la commune estimés pour 2050 selon différents scénarios d'émission de gaz à effet de serre sont consultables sur un site dédié publié par Météo-France en novembre 2022.

### Voies de communication et transports
Le territoire communal est desservi par les routes départementales : 11, 11A, 14, 21, 24, 24A, 58, 67A et 925.
La ligne de Salbris au Blanc passait par le territoire communal, deux gares (Sainte-Thérese et Vendœuvres) desservaient la commune. Les gares ferroviaires les plus proches sont les gares d'Argenton-sur-Creuse (31 km) et Châteauroux (32 km).
Vendœuvres est desservie par la ligne Q du Réseau de mobilité interurbaine.
L'aéroport le plus proche est l'aéroport de Châteauroux-Centre, à 32 km.
Le territoire communal est traversé par le sentier de grande randonnée de pays de la Brenne.

## Urbanisme

### Typologie
Au 1er janvier 2024, Vendœuvres est catégorisée commune rurale à habitat dispersé, selon la nouvelle grille communale de densité à sept niveaux définie par l'Insee en 2022.
Elle est située hors unité urbaine. Par ailleurs la commune fait partie de l'aire d'attraction de Châteauroux, dont elle est une commune de la couronne,. Cette aire, qui regroupe 71 communes, est catégorisée dans les aires de 50 000 à moins de 200 000 habitants,.

### Occupation des sols
L'occupation des sols de la commune, telle qu'elle ressort de la base de données européenne d’occupation biophysique des sols Corine Land Cover (CLC), est marquée par l'importance des forêts et milieux semi-naturels (57,9 % en 2018), une proportion sensiblement équivalente à celle de 1990 (57,5 %). La répartition détaillée en 2018 est la suivante : 
forêts (56,1 %), prairies (22 %), terres arables (10 %), zones agricoles hétérogènes (5,2 %), eaux continentales (3,6 %), milieux à végétation arbustive et/ou herbacée (1,8 %), zones humides intérieures (0,8 %), zones urbanisées (0,5 %). L'évolution de l’occupation des sols de la commune et de ses infrastructures peut être observée sur les différentes représentations cartographiques du territoire : la carte de Cassini (XVIIIe siècle), la carte d'état-major (1820-1866) et les cartes ou photos aériennes de l'IGN pour la période actuelle (1950 à aujourd'hui).

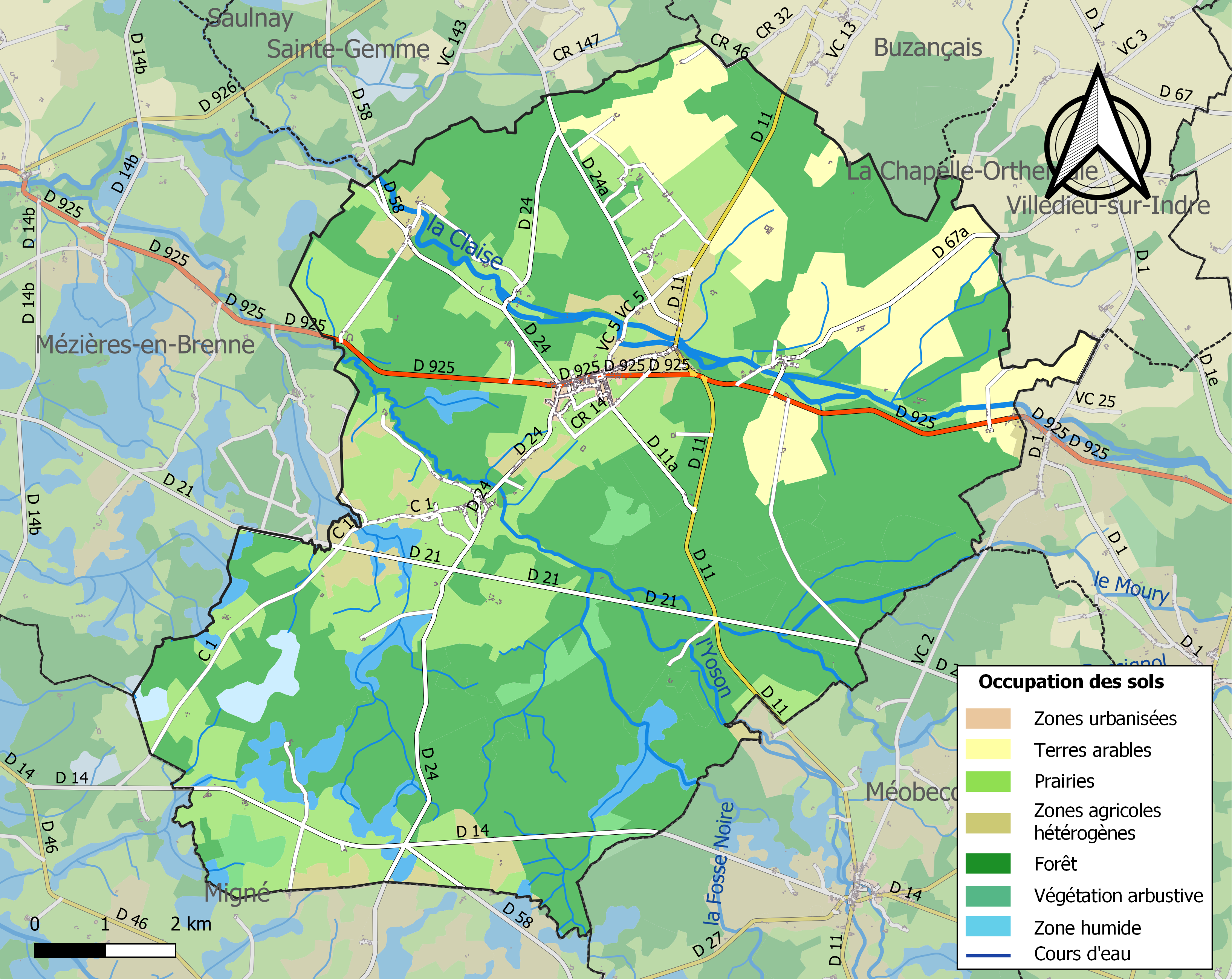
Carte des infrastructures et de l'occupation des sols de la commune en 2018 (CLC).

### Logement
Le tableau ci-dessous présente le détail du secteur des logements de la commune :
| Date du relevé                                              | 2013   |
| Nombre total de logements                                   | 706    |
| Résidences principales                                      | 72,6 % |
| Résidences secondaires                                      | 14,5 % |
| Logements vacants                                           | 12,9 % |
| Part des ménages propriétaires de leur résidence principale | 74,4 % |

### Risques majeurs
Le territoire de la commune de Vendœuvres est vulnérable à différents aléas naturels : météorologiques (tempête, orage, neige, grand froid, canicule ou sécheresse), feux de forêts, mouvements de terrains et séisme (sismicité faible). Il est également exposé à un risque technologique, le transport de matières dangereuses. Un site publié par le BRGM permet d'évaluer simplement et rapidement les risques d'un bien localisé soit par son adresse soit par le numéro de sa parcelle.

#### Risques naturels
Pour anticiper une remontée des risques de feux de forêt et de végétation vers le nord de la France en lien avec le dérèglement climatique, les services de l’État en région Centre-Val de Loire (DREAL, DRAAF, DDT) avec les SDIS ont réalisé en 2021 un atlas régional du risque de feux de forêt, permettant d’améliorer la connaissance sur les massifs les plus exposés. La commune, étant pour partie dans le massif de Brenne, est classée au niveau de risque 1, sur une échelle qui en comporte quatre (1 étant le niveau maximal).

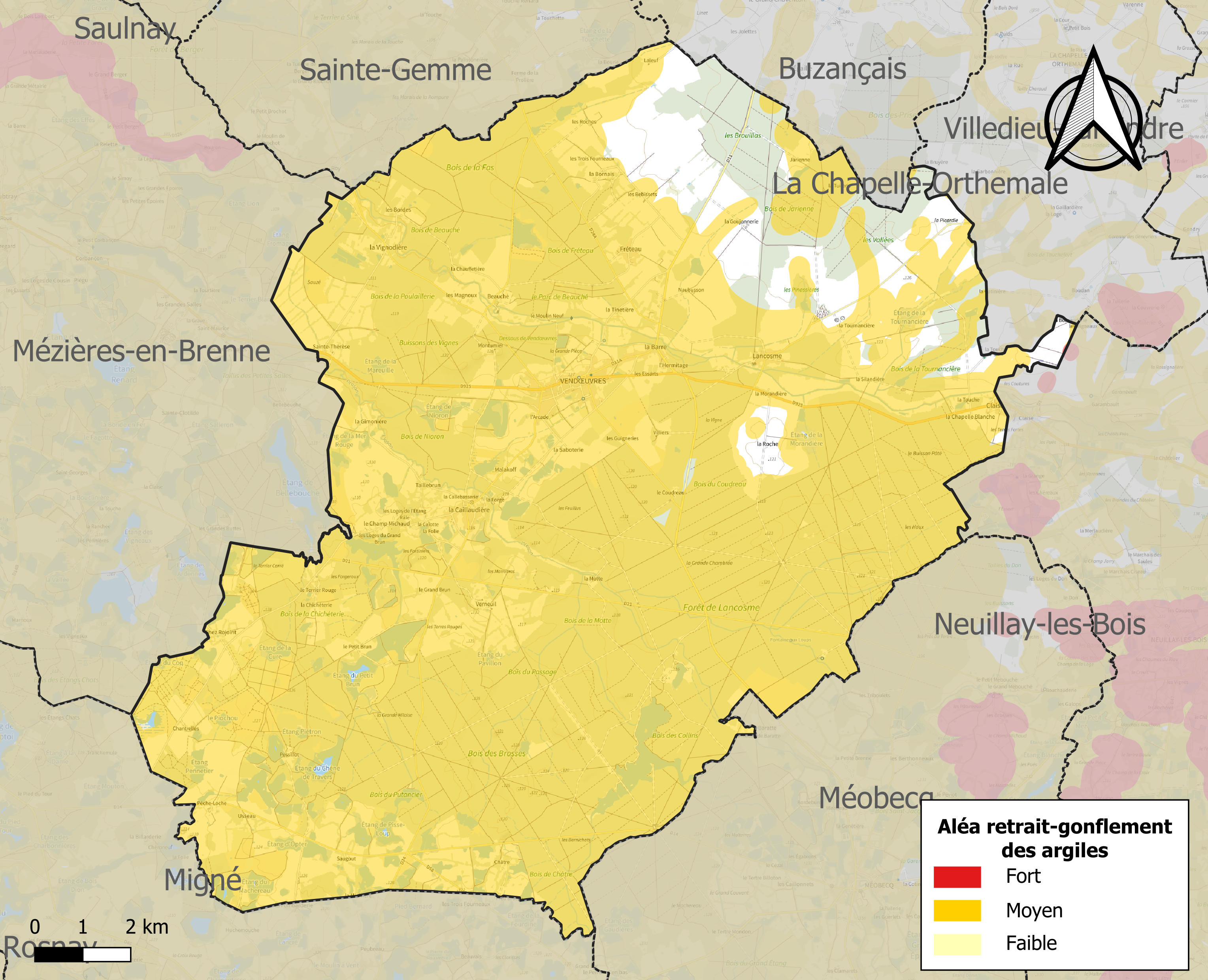
Carte des zones d'aléa retrait-gonflement des sols argileux de Vendœuvres.

Les mouvements de terrains susceptibles de se produire sur la commune sont des tassements différentiels.
Le retrait-gonflement des sols argileux est susceptible d'engendrer des dommages importants aux bâtiments en cas d’alternance de périodes de sécheresse et de pluie. 90,8 % de la superficie communale est en aléa moyen ou fort (84,7 % au niveau départemental et 48,5 % au niveau national). Sur les 713 bâtiments dénombrés sur la commune en 2019, 710 sont en aléa moyen ou fort, soit 100 %, à comparer aux 86 % au niveau départemental et 54 % au niveau national. Une cartographie de l'exposition du territoire national au retrait gonflement des sols argileux est disponible sur le site du BRGM,.
Concernant les mouvements de terrains, la commune a été reconnue en état de catastrophe naturelle au titre des dommages causés par la sécheresse en 1989, 1992, 2011, 2018 et 2019 et par des mouvements de terrain en 1999.

#### Risques technologiques
Le risque de transport de matières dangereuses sur la commune est lié à sa traversée par des infrastructures routières ou ferroviaires importantes ou la présence d'une canalisation de transport d'hydrocarbures. Un accident se produisant sur de telles infrastructures est en effet susceptible d’avoir des effets graves au bâti ou aux personnes jusqu’à 350 m, selon la nature du matériau transporté. Des dispositions d’urbanisme peuvent être préconisées en conséquence.

## Toponymie
Composé du gaulois vindo- (blanc) et -ó-briga, briga (mont ou forteresse).
Ses habitants sont appelés les Vendœuvrois.

## Histoire
Le mercredi 4 septembre 2019, un feu d’espace naturel se déclare sur le territoire de la commune de Migné puis se propage en direction de Vendœuvres. Aidé par un vent fort et changeant, il a d’abord dirigé les flammes vers la forêt de Lancosme, puis a ensuite tourné, vers 19 heures, pour se rabattre le long de la RD 58. Ce n’est que vers 23 heures que la météo est devenue plus clémente : le vent a cessé et une fine pluie est tombée mais pendant moins d’une heure. Les sapeurs-pompiers ont dû composer avec l’état de sécheresse et les restrictions. Dès minuit, le poteau d’alimentation du centre de Migné était fermé, afin de ne pas puiser toutes les réserves d’eau potable. Deux points d’alimentation, à partir d’étangs ouverts par leurs propriétaires, ont été mis en place. Le feu a parcouru près de 200 hectares de végétations diverses (sur une zone de 400 hectares) réparti en un triangle compris entre les routes : RD 24, RD 58 et RD 27. Au plus fort de l’évènement, on denombrait sur place la présence de 325 sapeurs-pompiers (SDIS : 36, 18, 37, 41 et 23) et 144 véhicules de secours,. La gendarmerie a ouvert une enquête à la suite de l’incendie de Migné. La piste d’un véhicule provoquant des étincelles et donc de multiples départs de feu en bord de RD 24 est suivie « mais la piste accidentelle est privilégiée ».

## Politique et administration
La commune dépend de l'arrondissement de Châteauroux, du canton de Saint-Gaultier, de la première circonscription de l'Indre et de la communauté de communes Val de l'Indre - Brenne.
Elle dispose d'un bureau de poste.

### Liste des maires
| Période    | Période  | Identité            | Étiquette | Qualité                                                                          |
| ---------- | -------- | ------------------- | --------- | -------------------------------------------------------------------------------- |
| mars 1989, | En cours | Christophe Vandaele | DVG       | Président de la communauté de communes Val de l'Indre - Brenne Chef d'entreprise |

## Population et société

### Démographie
L'évolution du nombre d'habitants est connue à travers les recensements de la population effectués dans la commune depuis 1793. Pour les communes de moins de 10 000 habitants, une enquête de recensement portant sur toute la population est réalisée tous les cinq ans, les populations de référence des années intermédiaires étant quant à elles estimées par interpolation ou extrapolation. Pour la commune, le premier recensement exhaustif entrant dans le cadre du nouveau dispositif a été réalisé en 2006.

En 2022, la commune comptait 1 094 habitants, en évolution de +2,05 % par rapport à 2016 (Indre : −3 %, France hors Mayotte : +2,11 %).
| 1793  | 1800  | 1806  | 1821  | 1831  | 1836  | 1841  | 1846  | 1851  |
| ----- | ----- | ----- | ----- | ----- | ----- | ----- | ----- | ----- |
| 1 030 | 1 030 | 1 055 | 1 611 | 1 550 | 1 607 | 1 607 | 1 556 | 1 614 |

| 1856  | 1861  | 1866  | 1872  | 1876  | 1881  | 1886  | 1891  | 1896  |
| ----- | ----- | ----- | ----- | ----- | ----- | ----- | ----- | ----- |
| 1 856 | 1 939 | 2 119 | 2 103 | 2 145 | 2 209 | 2 172 | 2 165 | 2 086 |

| 1901  | 1906  | 1911  | 1921  | 1926  | 1931  | 1936  | 1946  | 1954  |
| ----- | ----- | ----- | ----- | ----- | ----- | ----- | ----- | ----- |
| 2 055 | 2 121 | 2 126 | 1 847 | 1 674 | 1 541 | 1 404 | 1 517 | 1 503 |

| 1962  | 1968  | 1975  | 1982  | 1990  | 1999  | 2006  | 2011  | 2016  |
| ----- | ----- | ----- | ----- | ----- | ----- | ----- | ----- | ----- |
| 1 348 | 1 183 | 1 100 | 1 022 | 1 042 | 1 018 | 1 088 | 1 132 | 1 072 |

| 2021  | 2022  | - | - | - | - | - | - | - |
| ----- | ----- | - | - | - | - | - | - | - |
| 1 080 | 1 094 | - | - | - | - | - | - | - |

### Enseignement
La commune dépend de la circonscription académique du Blanc.

### Médias
La commune est couverte par les médias suivants : La Nouvelle République du Centre-Ouest, Le Berry républicain, L'Écho - La Marseillaise, La Bouinotte, Le Petit Berrichon, France 3 Centre-Val de Loire, Berry Issoudun Première, Vibration, Forum, France Bleu Berry et RCF en Berry.

## Économie
La commune se situe dans l’aire urbaine de Châteauroux, dans la zone d’emploi de Châteauroux et dans le bassin de vie de Buzançais.
La commune se trouve dans l'aire géographique et dans la zone de production du lait, de fabrication et d'affinage des fromages Valençay et Sainte-Maure de Touraine.

## Culture locale et patrimoine

### Lieux et monuments
- Château de Lancosme : il est situé au nord de la forêt de Lancosme et a hébergé, jusqu'en 1985, une école d'agriculture.
- Église Saint-Étienne, en village, construite en 1856 à coupe transversale basilicale
- Ancienne église Saint-Pierre-et-Saint-Paul de Beauché, XVe siècle, gothique flamboyant, nef unique mais avec une chapelle ajoutée, monument historique n° PA00097480
- Chapelle de Saint-Sulpice (XVe et XVIe siècles) dans la forêt de Lancosme.
- Monument aux morts
- Fontaine de Saint-Sulpice : selon la légende, là où le corps sans vie de Saint-Sulpice fut retrouvé. Son eau est censée guérir les convulsions des jeunes enfants et un pèlerinage a lieu ici tous les 27 août.

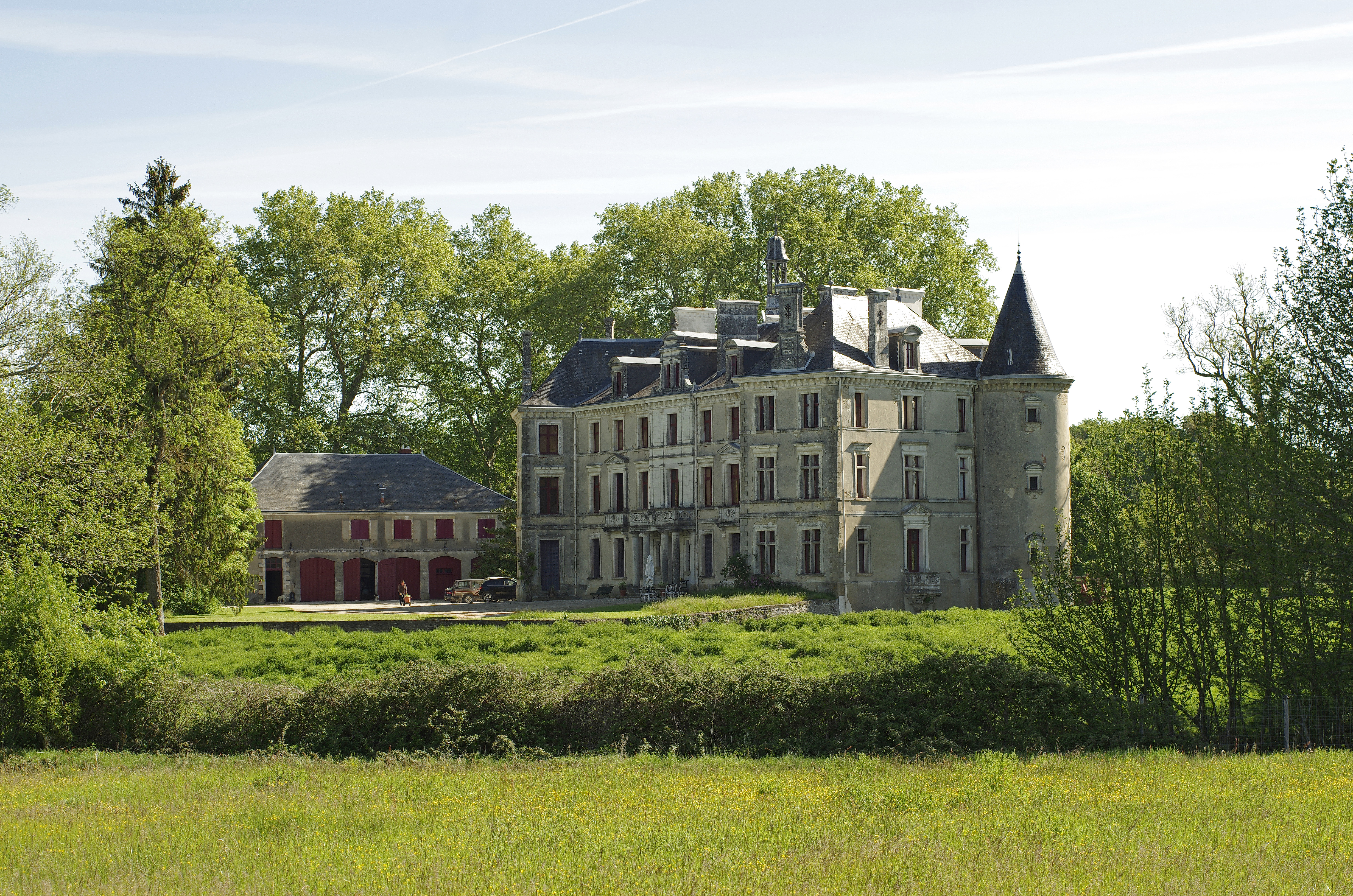
Château de Lancosme
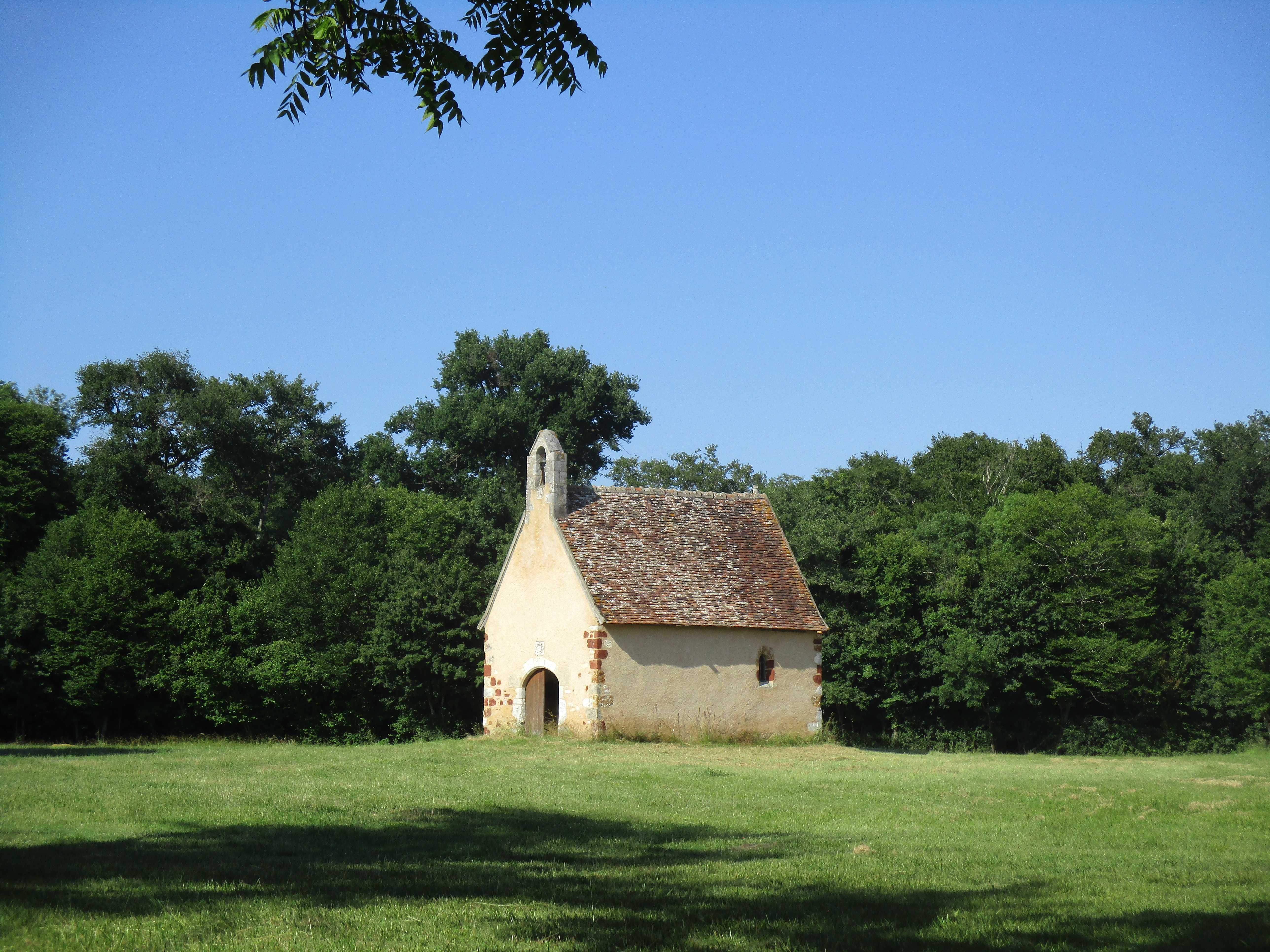
La chapelle de Saint-Sulpice en 2017.
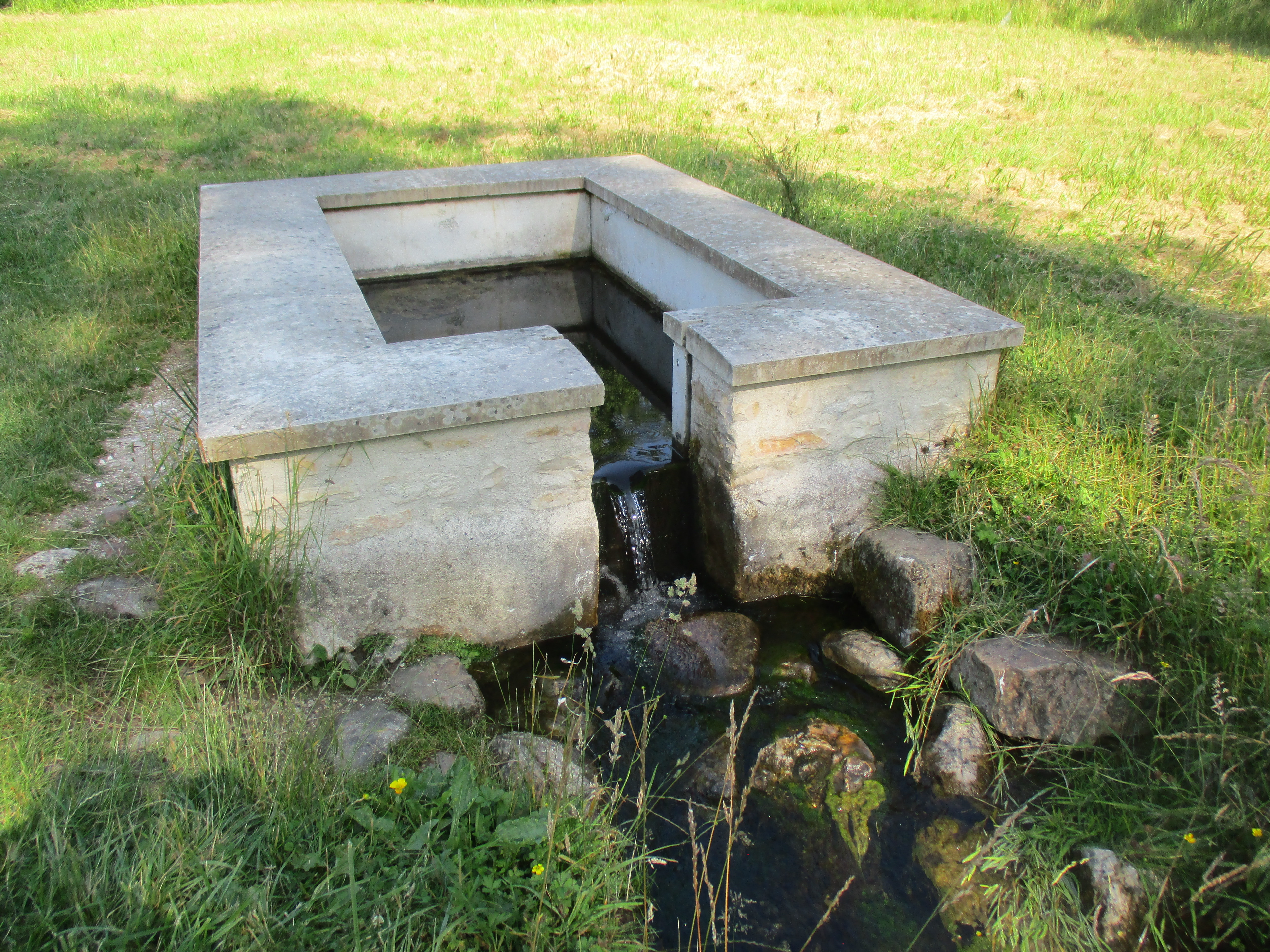
La fontaine de Saint-Sulpice en 2017.
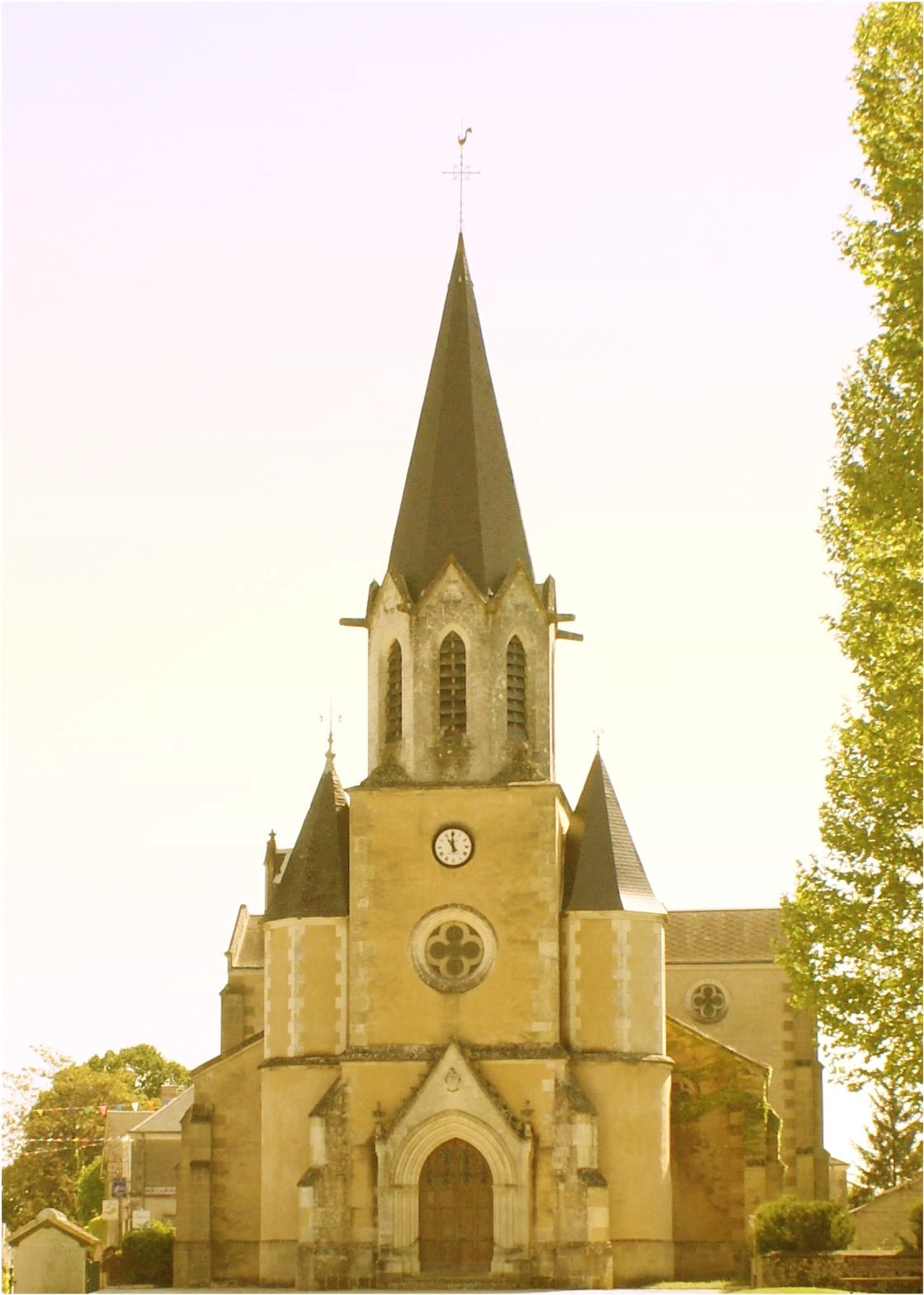
L'église Saint-Étienne en village

### Personnalités liées à la commune
- Louis-Alphonse Savary de Lancosme (1750-1820), député de la noblesse aux États généraux par le bailliage de Touraine, né et mort au château.
- Pierre Jodet (1921-2016), champion de France de cyclo-cross en 1950, né dans la commune.